# 自擬態

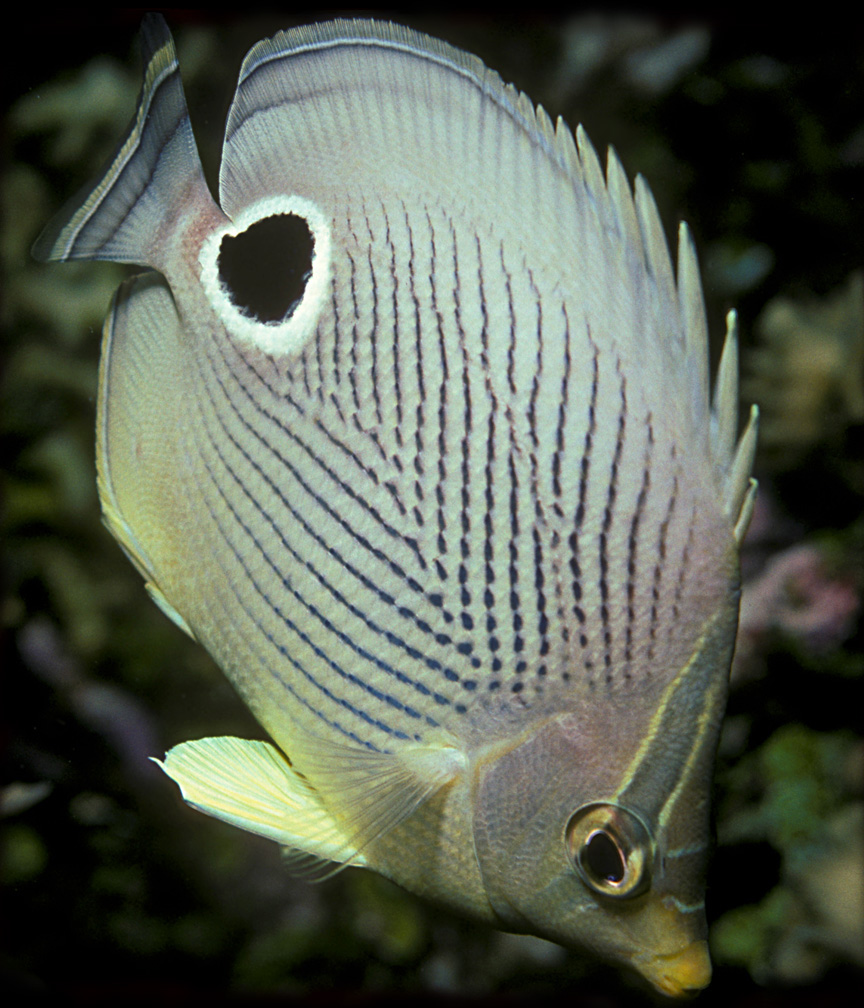
四斑蝴蝶魚的眼斑

自擬態（英語：automimicry）是動物對自身進行的一種擬態，共有兩種形式。
第一種由林肯·布勞爾發現於1967年，類似於贝氏拟态。這種自擬態指的是同種生物中防禦較弱個體對較強個體的擬態。君主斑蝶會進行這種擬態。
另外一種由愛德華·B·波爾頓發現於1890年，指的是一種動物身上不太重要的部分對重要部分的擬態。如模擬頭部的假頭、模擬眼睛的眼斑等。
自擬態已被運用到軍事領域。如A-10雷霆二式攻擊機會在機腹噴塗機艙蓋的圖樣，而ARV型丘吉爾戰車則裝有假的砲管。

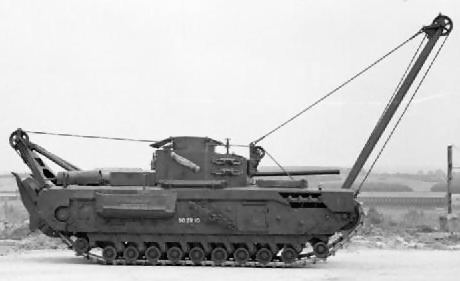
ARV型丘吉爾戰車則裝有假的砲管，模擬有真砲管的丘吉爾戰車
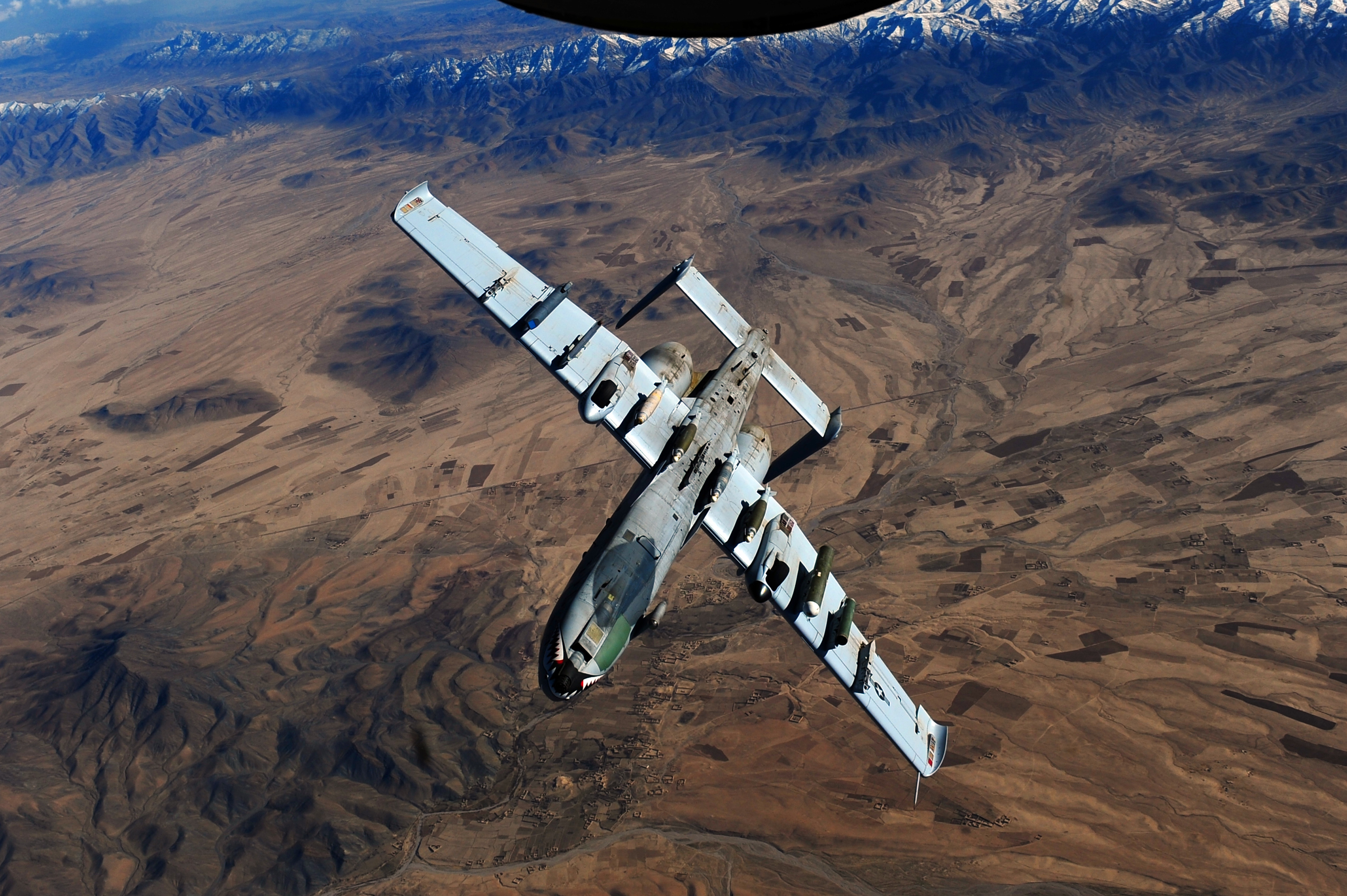
A-10雷霆二式攻擊機會在機腹噴塗機艙蓋的圖樣